# Movimento para uma Sociedade Democrática
O Movimento por uma Sociedade Democrática (em curdo:  Tevgera Civaka Demokratîk, TEV-DEM, em árabe: حركة المجتمع الديمقراطي, em siríaco:  ܙܘܥܐ ܕܟܢܫܐ ܕܝܡܩܪܐܛܝܐ:) é uma organização guarda-chuva de esquerda no norte da Síria fundada em 16 de janeiro de 2011 com o objetivo de organizar a sociedade síria sob um sistema confederalista democrático. O TEV-DEM é atualmente presidido pelos co-presidentes Zalal Jagar e Kharib Heso.

## Ideologia e programa
Em dezembro de 2013, o TEV-DEM mudou para um novo modelo de governança, apelidado de "projeto de autoadministração democrática", com laços mais fortes com a ideologia confederalista democrática do Partido da União Democrática curdo (PYD). Este veio substituir o "projeto de administração interina" previamente acordado com o Conselho Nacional Curdo.
O Contrato Social de julho de 2016 enfatiza o reconhecimento multiétnico em linha com a ideologia confederalista democrática e dedica os artigos 8 a 53 a princípios básicos de direitos, representação e liberdades pessoais que correspondem às disposições da Declaração Universal dos Direitos Humanos. Também contém uma série de outros princípios até agora nunca aplicados na Síria ou em países vizinhos, como a inadmissibilidade de civis serem julgados por tribunais militares e a abolição da pena de morte. Além disso, o PYD adota um padrão progressivo de igualdade de gênero em suas estruturas de governança, com representação igualitária de gênero em todas as administrações e o estabelecimento de um Ministério para a Libertação das Mulheres – um padrão que tem sido amplamente seguido, inclusive dentro das Forças Armadas.
Apesar das raízes marxistas-leninistas do PYD, uma mudança drástica na ideologia do movimento e Öcalan em direção ao confederalismo democrático permitiu que esses componentes multiétnicos e seculares da Constituição atendessem a alguns requisitos fundamentais dos apoiadores internacionais ocidentais que se opunham ao regime sírio. O modelo de administração local na região promoveu uma série de desenvolvimentos, como o foco nas liberdades individuais, e a administração local ajudou a reduzir as repercussões da guerra civil sobre a população no norte da Síria, preenchendo o vácuo deixado pela retirada das forças de Assad do norte da Síria; sua posição matizada em relação ao governo sírio permitiu a continuação dos serviços básicos anteriormente prestados pelo Estado.